# Клелія
Клелія (лат. Cloelia, д/н — після 508 до н. е.) — напівлегендарна давньоримська дівчина.

## Життєпис
Походила з патриціанського роду Клеліїв. Про неї практично нічого невідомо. Згідно з давньоримськими літописами, під час війни Риму з етруським царем Порсеною була відправлена разом з іншими дівчатами заручницею до табору етрусків. Втім, вона зуміла сама втекти, а також увести частину заручниць до Рима. Порсена зажадав повернення Клелії, сповістивши римлян, що, якщо вони не видадуть заручницю, він буде вважати мирний договір порушеним, а якщо видадуть, він відпустить її до своїх цілою та неушкодженою. Обидві сторони дотримали слова: римляни повернули Клелію, а Порсена, похваливши її сміливу поведінку, відпустив дівчину разом з частиною заручників на її вибір. Клелія обрала неповнолітніх, як найбільш беззахисних. На її честь поставлено кінну статую на початку Священного шляху.

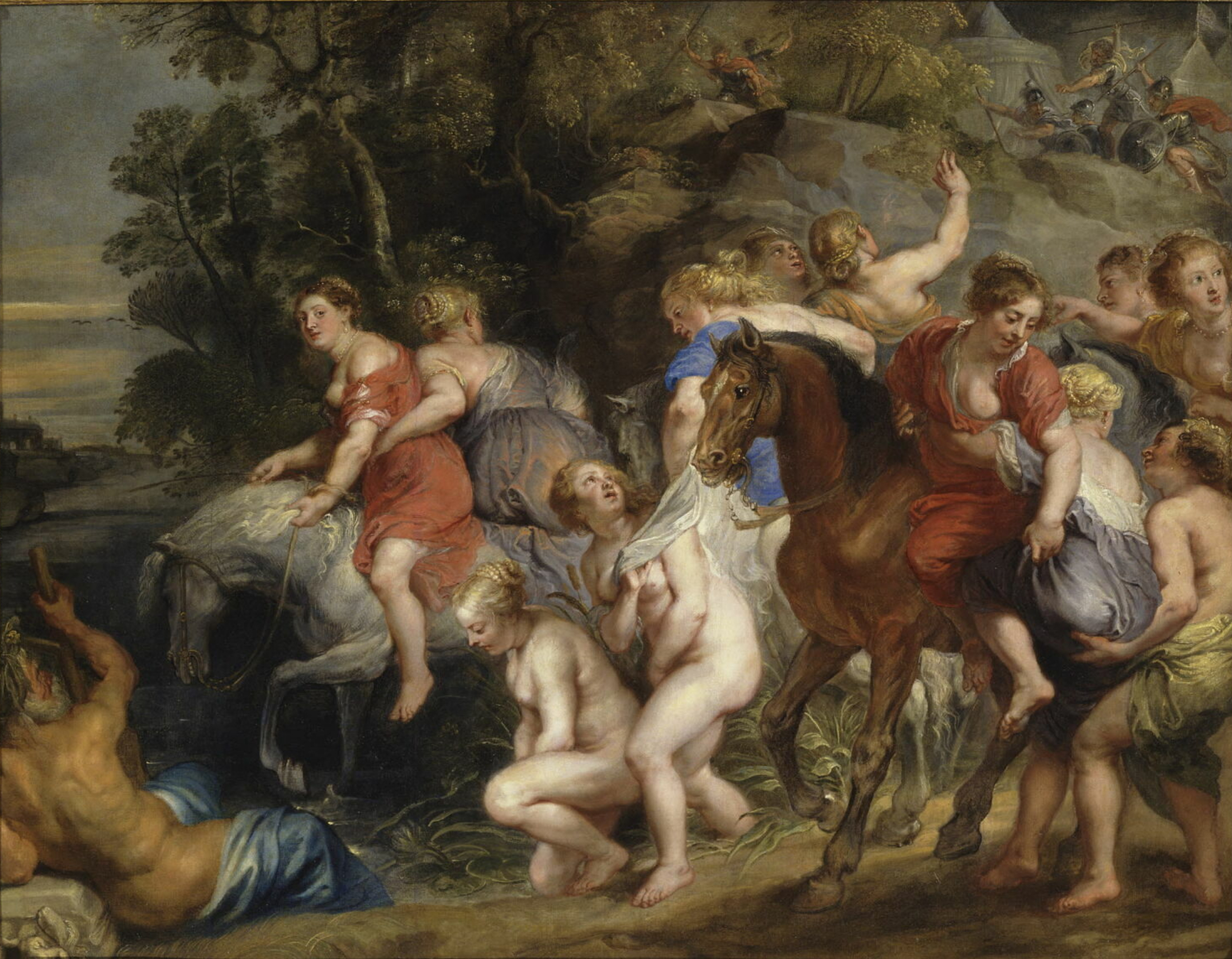
Майстерня Рубенса, Клелія перетинає Тибр